# Оцінні мовні одиниці
Оцінні мовні одиниці — це слова, словосполучення або речення, які характеризують предмет, явище, подію з погляду категорії цінності. Оцінка може бути позитивною або негативною. 

Оцінність — це категорійна ознака стилю засобів масової комунікації. Саме в цій сфері особливо помітні зміни в доборі лексичних засобів вираження, переосмислення і зрушення в значенні різних тематичних груп лексики. Мовні процеси сучасної епохи пов'язані насамперед з переосмисленням і переоцінкою як позамовної дійсності, так і внутрішніх мовних ресурсів, що є основою тенденцій розвитку української літературної мови. Переосмислення і зрушення в значенні слів зумовлюють процеси розширення семантичного обсягу лексем та утворення нових відтінків значень. Різнопланова (ідеологічна, психологічна, естетична) система інтерпретацій явищ суспільного життя та зміна стильових уподобань визначають неоднорідне інформативно-оцінне значення нової лексики, яка вступає в синонімічні зв'язки з наявними у мові одиницями.

Позитивну або негативну оцінку передають синонімічні ряди: ситуація важка, критична, вибухонебезпечна; влада злочинна, неправова, злодійська; народ мудрий, лояльний, інтелектуальний.
У мові засобів масової комунікації характеристика слова тісно переплітається з його емоційно-оцінним забарвленням. Деякі стилістичні синоніми не знаходять поширення, інші ж навпаки — дуже швидко усталюються у вжитку.
Мова засвідчує тенденцію до зміни системи ідейних, психологічних, естетичних й інших цінностей суспільства. Виразну оцінку позамовної дійсності передають трансформовані фразеологізми: тримати під залежними судами кожного (пор.: тримати під каблуком), мокра робота народних депутатів (пор:.мокра справа). За зміною лексичного наповнення сталих висловів можна чітко визначити часові параметри газетного тексту.
На синтаксичному рівні спостерігаємо вживання оцінних розчленованих структур: парцельованих речень (Нас мирних гречкосіїв упосліджували. А ми винайшли світове зерно і колесо, конституцію і демократію (Літературна Україна, 10.04.2014)), називних речень (Очищення, люстрація. Люстрація дасть змогу обірвати ці підводні «внутрішньо системні» зв'язки. І встановити інші, відкриті — поміж громадянським суспільством (Україна молода, 8.04.2014)), повторів, вставних та вставлених конструкцій, які не лише посилюють оцінність інших мовних засобів, а й впливають на граматичну будову мови.
Всебічно оцінюють реалії нашої дійсності стилістичні одиниці, зокрема епітети найлаконічніший і емоційновиразний засіб передавання оцінки, який відповідає основним засадам стилю — стислості й зрозумілості пропонованої інформації, напр.: нездоланні, успішні, об'єднані в нову спільноту, сильні духом, впевнені в своїх силах люди. Вони характеризують якісні, кількісні ознаки об'єктів, суб'єктів, їх властивості, можливості тощо. Активними виразниками позамовної дійсності є також метафори, метонімії, які передають оцінку суспільно-політичних процесів суспільства, його духовних і моральних засад (Сучасні кобзарі з намулу часу, ідеології, політики та імітації вимивають золоті піщинки правдивого кобзарства (Слово Просвіти, 22-28.08.2013)).

Частота вживання оцінних одиниць залежить від жанрової специфіки та читацької аудиторії видань.